# Human Behaviour
Human Behaviour è il primo singolo della cantante islandese Björk, tratto dal suo primo album da solista Debut.

## Descrizione
La canzone contiene un sample tratto dalla canzone Go Down Dying di Antônio Carlos Jobim. La canzone è la prima parte di un ciclo di canzoni, che comprende in successione Isobel e Bachelorette.
In occasione del Björk Orkestral, serie di concerti del 2021 in cui ha celebrato la sua carriera, Björk ha parlato della canzone, fornendo non soltanto l'interpretazione della storia, ma inserendola anche in un trittico all'interno del quale rappresenterebbe l'infanzia — insieme a Isobel (l'adolescenza) e a Bachelorette (la maturità):

## Video musicale
Il video che accompagna l'uscita della canzone, diretto da Michel Gondry, trae ispirazione dalla fiaba Riccioli d'oro e i tre orsi. La cantante è inseguita in un bosco da un orso. A un certo punto Björk vola fino alla luna, dove pianta la bandiera sovietica. Alla fine del video la cantante finirà mangiata dall'orso e rimarrà intrappolata all'interno del suo stomaco.

## Classifiche
| Paese       | Posizione più alta |
| ----------- | ------------------ |
| Paesi Bassi | 35                 |
| Regno Unito | 36                 |
| Svezia      | 29                 |